# Орден Менелика II
Орден Менелика II (орден Львов Иудеи) — государственная награда императорской Эфиопии.

## История
Орден Императора Менелика II был учреждён регентом Расом Тэфэре в 1924 году во время правления императрицы Заудиту.
В различных источниках орден именовался по-разному: орден Львов Иудеи, орден Эфиопского льва и орден Менелика II, тем не менее подразумевая один и тот же орден, но в 1996 году Эфиопским Коронным Советом (в изгнании) было принято решение о разделении награды на два ордена, дабы в дальнейшем исключить путаницу.
Высшие степени ордена Менелика II вручались высшим офицерам вооруженных сил и высшим лицам двора, которые могли рассчитывать на получение награды после выхода в отставку. Орденом был награждён шведский принц Бертиль в 1945 году.
Знаки ордена изготавливались фирмой Артус-Бертран в Париже. Существует версия, что дизайн ордена был заимствован у черногорского ордена Князя Данило, который также изготавливался Артус-Бертраном.
В 1974 году орден Императора Менелика II был упразднён коммунистическими властями, но сохранился как династическая награда Эфиопской Императорской династии.

## Степени
Орден имеет пять степеней:
- Большой крест — знак ордена на широкой плечевой ленте и звезда ордена
- Рыцарь-командор — знак ордена на шейной ленте и звезда ордена
- Командор — знак ордена на шейной ленте
- Офицер — знак ордена на нагрудной ленте
- Кавалер — знак ордена на нагрудной ленте

| Степени |        |          |                 |                         |
| Кавалер | Офицер | Командор | Рыцарь-командор | Кавалер Большого креста |

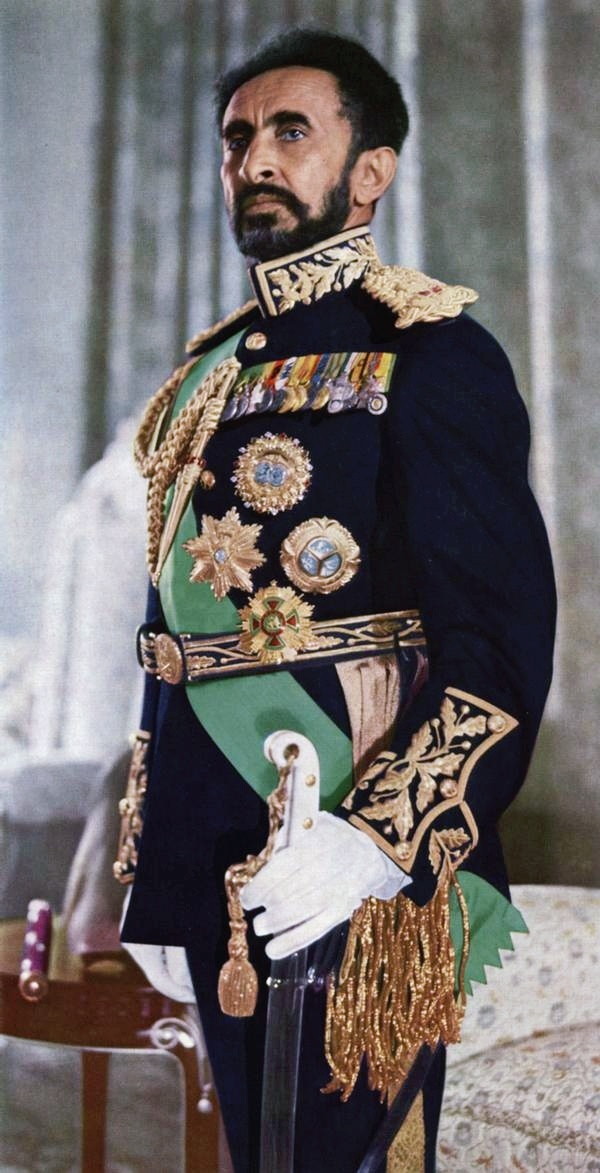
Хайле Селассие со звездой Большого креста ордена Менелика II (нижняя)

Награждённые различными степенями ордена могут указывать инициалы степеней ордена в официальном титуловании — GCEM (Рыцарь Большого креста), GOEM (Рыцарь-командор), CEM (Командор), OEM (Офицер), и MEM (Кавалер).

## Инсигнии
Знак ордена — крест по типу тамплиерского креста красной эмали с широким кантом зелёной эмали. В центре креста медальон зелёной эмали с золотым изображением малого герба Эфиопской империи — коронованного эфиопской императорской короной, идущего настороже геральдически влево льва Иудеи, несущего в левой лапе золотой посох с навершием в форме креста и двумя лентами с бахромой на травянистом подножии. Медальон имеет кант красной эмали с надписью золотыми буквами на языке гыыз (Mo’a Anbasa Z. Y.), аббревиатура от «Лев племени Иудейского победил» (Mo’a Anbessa Zemene Gede Yehuda). Крест венчает золотая эфиопская императорская корона.
Реверс знака повторяет аверс за исключением изображения в медальоне — монограммы императора Менелика II.
Звезда ордена включает знак ордена без короны, наложенный на золотую гранёную восьмиконечную звезду с многолучевым сиянием между лучами.